# Dhothar
Dhothar er et stamme under Jat-stammen i Punjab-provinsen i Pakistan og Indien. 
I forbindelse med Indiens deling skete også en opdeling af dhotharerne, således at en stor del af de muslimske dhotarer bosatte sig i Pakistan, hvorimod sikherne blandt dhotharerne bosatte sig i Indien.
| Folkeslag | Spire Denne artikel om folkeslag eller etnografi er en spire som bør udbygges. Du er velkommen til at hjælpe Wikipedia ved at udvide den. |